# Латеральные нижние вены таламуса
Латеральные нижние вены таламуса (лат. venae laterales inferiores thalami) - это, согласно определению Б. Шлезингера, вены, дренирующие (отводящие кровь) от латеральных нижних частей таламуса.
Согласно определению Шлезингера, латеральные нижние вены таламуса впадают в базальную вену (вену Розенталя) или в один из её межножковых притоков. В противоположность им, латеральные верхние вены таламуса (venae laterales superiores thalami) впадают в верхнюю таламостриарную вену.
К подгруппе латеральных нижних вен таламуса Шлезингер относил следующие вены:
- Парные латерокаудальные (venae latero-caudales thalami) и латеровентральные вены таламуса (venae latero-ventrales thalami) собирают кровь, соответственно, от каудальной и вентральной частей латеральной группы ядер соответствующей половинки таламуса, и впадают в базальную вену.[1]